# Доњи Кладари
Доњи Кладари су насељено мјесто у општини Србац, Република Српска, БиХ. Према попису становништва из 1991. у насељу је живјело 222 становника.

## Становништво
| Демографија (Кладари) | Демографија (Кладари) | Демографија (Кладари) |
| Година                | Становника            | Становника            |
| --------------------- | --------------------- | --------------------- |
| 1948.                 | 311                   |                       |
| 1953.                 | 331                   |                       |
| 1961.                 | 285                   |                       |
| 1971.                 | 290                   |                       |
| 1981.                 | 244                   |                       |
| 1991.                 | 220                   |                       |
| 1993.                 | 207                   |                       |